# ليمان إي. بارنز
ليمان إي. بارنز (بالإنجليزية: Lyman E. Barnes)‏ هو محامي وسياسي أمريكي، ولد في 30 يونيو 1855 في وياويغا في الولايات المتحدة، وتوفي في 16 يناير 1904 في أبلتون في الولايات المتحدة. حزبياً، نشط في الحزب الديمقراطي. وقد انتخب عضو مجلس النواب الأمريكي.